# Angus Robertson
Angus Robertson, né le 28 septembre 1969 à Londres, est un journaliste et homme politique britannique. Il est le chef des députés du Parti national écossais (SNP) à la Chambre des communes de 2007 à 2017, et dirige ainsi de 2015 à 2017 le troisième plus gros groupe parlementaire à la Chambre.
Il est membre du Parlement écossais depuis le 5 mai 2021.

## Biographie
Né à Londres, Angus Robertson grandit à Édimbourg. Titulaire d'un master en sciences politiques et relations internationales de l'université d'Aberdeen, il devient journaliste, correspondant pour la BBC en Europe centrale,.
Il est élu député de la circonscription écossaise de Moray à la Chambre des communes lors des élections législatives britanniques de juin 2001. Il est réélu en 2005, et en 2007 il succède à Alex Salmond comme chef du groupe de députés SNP à la Chambre. Il conserve son siège lors des élections de 2010 et de 2015. Ces dernières constituent un succès sans précédent pour le SNP, qui passe de six à cinquante-six députés,. Ce succès permet à Angus Robertson de faire du SNP une force beaucoup plus active à la Chambre ; il s'engage à en faire un bloc d'opposition « progressiste » au gouvernement conservateur de David Cameron, et à représenter les citoyens « d'Écosse et de tout le Royaume-Uni ». Dans cette perspective il obtient le droit de poser deux questions au Premier ministre chaque mercredi à la Chambre, après les six questions posées par le chef de l'Opposition officielle, Jeremy Corbyn. En juin 2016, tandis que l'opposition travailliste se déchire, il tente sans succès d'être lui-même reconnu comme chef de l'Opposition parlementaire officielle,. En octobre 2015, il est fait membre du Conseil privé de la reine Élisabeth II, devenant le premier député SNP à en être membre depuis les années 1970. Son rôle de chef du troisième parti au Parlement lui donne une notoriété accrue, et les commentateurs louent la robustesse de ses performances.
À la suite du référendum sur l'appartenance du Royaume-Uni à l'Union européenne en juin 2016, et alors que 62 % des Écossais souhaitent rester membres du l'Union européenne, il déclare à la Chambre : « Nous n'avons pas la moindre intention de voir l'Écosse retirée de l'Europe. D'un point de vue démocratique, ce serait totalement inacceptable. Nous sommes un pays européen et nous resterons un pays européen. Si cela signifie que nous devons avoir un référendum d'indépendance pour protéger la place de l'Écosse [dans l'UE], alors c'est ce que nous ferons ».
Il perd son siège de député lors des élections législatives du 8 juin 2017, qui marquent un recul du Parti national écossais et une percée du Parti conservateur en Écosse. Il obtient 38,8 % des voix, derrière le candidat conservateur Douglas Ross.